# アンドリア・バランチヴァーゼ
アンドリア・バランチヴァーゼ（グルジア文字：ანდრია ბალანჩივაძე ; Andria Balanchivadze, 1906年5月19日 - 1992年4月28日）はグルジアの作曲家。父親もグルジア人作曲家のメリトン・バランチヴァーゼで、兄はグルジア系アメリカ人舞踊家・振付師のジョージ・バランシン。
ロシア帝国時代のサンクトペテルブルクに生まれる。1927年にトビリシ音楽院を、1931年にレニングラード音楽院を修了（後者でピョートル・リャザーノフに師事）。グルジアに帰国してすぐ、1931年から1934年までいくつかの劇場で音楽監督を務める。スターリンの大粛清を辛うじて生き延び、1941年から1948年にグルジア国立交響楽団の芸術監督に、また1942年には母校トビリシ音楽院の教授に就任。
グルジア作曲家同盟の議長（1953年）ならびに主席書記官（1955年〜1961年、1968年〜1972年）として楽壇政治を大きく左右した。1957年にグルジア人民芸術家および1968年にソ連人民芸術家の称号を授与されたほか、ソビエト連邦国家賞（1944年）やショタ・ルスタヴェリ賞（1969年）なども受賞した。
バランチヴァーゼの幾多の交響曲やピアノ協奏曲および舞台音楽は、現代グルジアのクラシック音楽に大きく寄与している。バレエ《山の心》（1936年）はグルジア初のバレエ音楽と認められている。

## 註釈
1. ↑  MacCauley, Martin (1997), Who's Who in Russia Since 1900, p. 32. Routledge, ISBN 0415138981.
2. ↑  Mikaberidze, Alexander (ed., 2007). Balanchivadze, Andria. Dictionary of Georgian National Biography. Accessed on September 6, 2007